# Codeforces
Codeforces — сайт, на якому проходять змагання зі спортивного програмування. Він був створений і підтримується групою програмістів із Саратовського університету на чолі з Михайлом Мірзаяновим. З 2013 року, по інформації Codeforces, сайт має більше активних користувачів, ніж TopCoder. За даними 2018 року, він має більш ніж 600 000 зареєстрованих користувачів.
На відміну від аналогічних сайтів, Codeforces дозволяє переглядати розв'язки інших учасників, зокрема у змаганнях, що вже відбулися. 
Змагуни також мають можливість злому програм інших учасників.
В архіві завдань часто присутні підказки і детальні описи авторських розв'язків.

## Огляд
Платформа Codeforces зазвичай використовується для підготовки до змагань з спортивного(олімпіадного) програмування і ось, що на ньому можна робити:
- Короткі (2-х годинні) змагання, так звані "раунди", проводяться приблизно раз на тиждень
- Навчальні змагання (2-2.5 години, з 24-х годинним періодом взломів), проводяться 2-3 рази на місяць;
- Знаходити помилки в задачах інших учасників;
- Дороблювати задачі з попередніх змагань;
- Створювати і тестувати задачі на платформі "Polygon";
- Читати блоги користувачів чи вести свій власний.

Конкурсанти оцінюються по системі, схожій до рейтингової системи Ело. Зазвичай переможцям не вручають призи, проте 2-3 рази на рік проводяться змагання, в яких найкращі учасники отримують футболки. Також деякі значніші змагання проводяться на базі Codeforces: серед них "The Lyft Level 5 Challenge 2018", "Microsoft Q# Coding Contest" та "Mail.Ru Cup".
Учасники змагань поділені на звання відносно їхнього рейтингу. Ось табличка цих звань станом на 2018-05-15 .
| Межі рейтингу | Колір         | Звання                  | Дивізіон | Кількість | Кількість (по кольору) |
| ------------- | ------------- | ----------------------- | -------- | --------- | ---------------------- |
| ≥ 3000        | Червоний      | Легендарний Гросмейстер | 1        | 14        | 261                    |
| 2600 — 2999   | Червоний      | Міжнародний Гросмейстер | 1        | 90        | 261                    |
| 2400 — 2599   | Червоний      | Гросмейстер             | 1        | 157       | 261                    |
| 2300 — 2399   | Оранжевий     | Міжнародний Майстер     | 1        | 134       | 792                    |
| 2100 — 2299   | Оранжевий     | Майстер                 | 1        | 658       | 792                    |
| 1900 — 2099   | Фіолетовий    | Кандидат в Майстри      | 1/2      | 2101      | 2101                   |
| 1600 — 1899   | Синій         | Експерт                 | 2        | 5186      | 5186                   |
| 1400 — 1599   | Синьо-зелений | Спеціаліст              | 2/3      | 10408     | 10408                  |
| 1200 — 1399   | Зелений       | Учень                   | 2/3      | 15584     | 15584                  |
| ≤ 1199        | Сірий         | Новачок                 | 2/3      | 6250      | 6250                   |

## Рейтинг

### Результат по країні
| Країна         | Рейтинг |
| -------------- | ------- |
| Росія          | 3058    |
| Польща         | 2993    |
| Китай          | 2991    |
| Південна Корея | 2949    |
| Японія         | 2910    |
| США            | 2817    |
| Білорусь       | 2801    |
| Україна        | 2749    |
| Тайвань        | 2681    |
| Канада         | 2636    |
| Румунія        | 2606    |
| Гонконг        | 2461    |
| В'єтнам        | 2457    |
| Індія          | 2437    |
| Іран           | 2432    |
| Хорватія       | 2431    |
| Чехія          | 2414    |
| Казахстан      | 2383    |
| Індонезія      | 2372    |
| Німеччина      | 2348    |

## Зовнішні джерела
- Офіційний сайт [Архівовано 26 лютого 2020 у Wayback Machine.]
- Візуалізатор Codeforces [Архівовано 26 жовтня 2018 у Wayback Machine.]